# Det eventyrlige Wales
Det eventyrlige Wales er en dansk dokumentarfilm fra 1978 instrueret af Aksel Hald-Christensen efter eget manuskript.

## Handling
Rejsefilmsfotografen Aksel Hald-Christensen tager seerne med på ferie i Wales og guider dem igennem landets natur og dets kulturelle og historiske seværdigheder og fortæller desuden mange detaljer fra landets historie.